# Leon Waterman
Leon Hijman Paul (Lé) Waterman (Rotterdam, 7 januari 1912 – Londen, 1 september 1988) was een Nederlands architect.

## Biografie
De ouders van Waterman waren Nathaniel Waterman (1883-1961), bacterioloog, en Mina Rippe (1882-1970), laborante.
Waterman volgde eerst een opleiding cello aan het Rotterdams Conservatorium, maar werkte toen al in de bouwwereld als architect. In 1938 behaalde Waterman zijn diploma Voortgezet Hoger Bouwkunstonderricht. In 1946 startte hij een zelfstandig architectenbureau.

## Werk

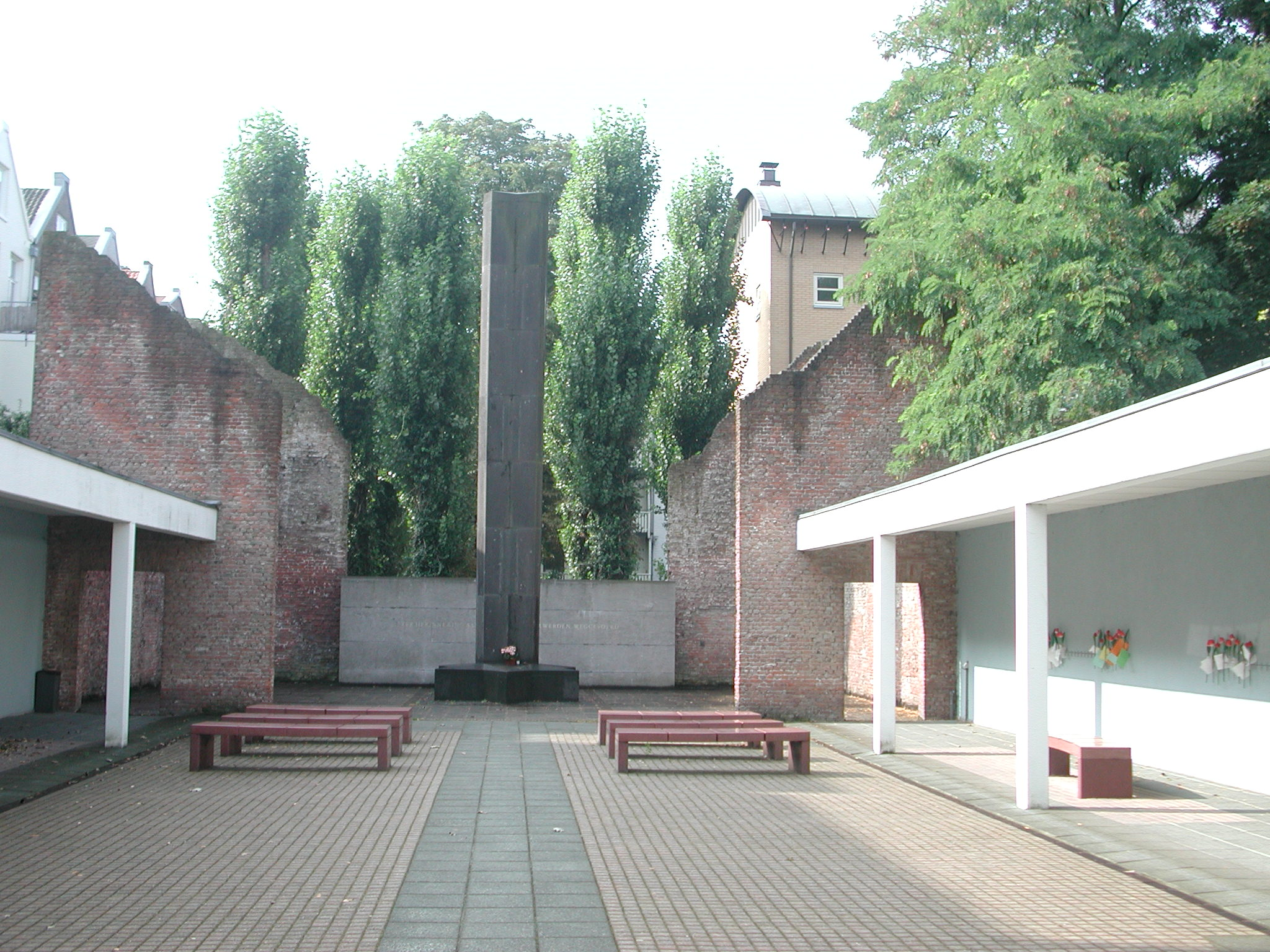
Monument Hollandse Schouwburg ontworpen door Waterman

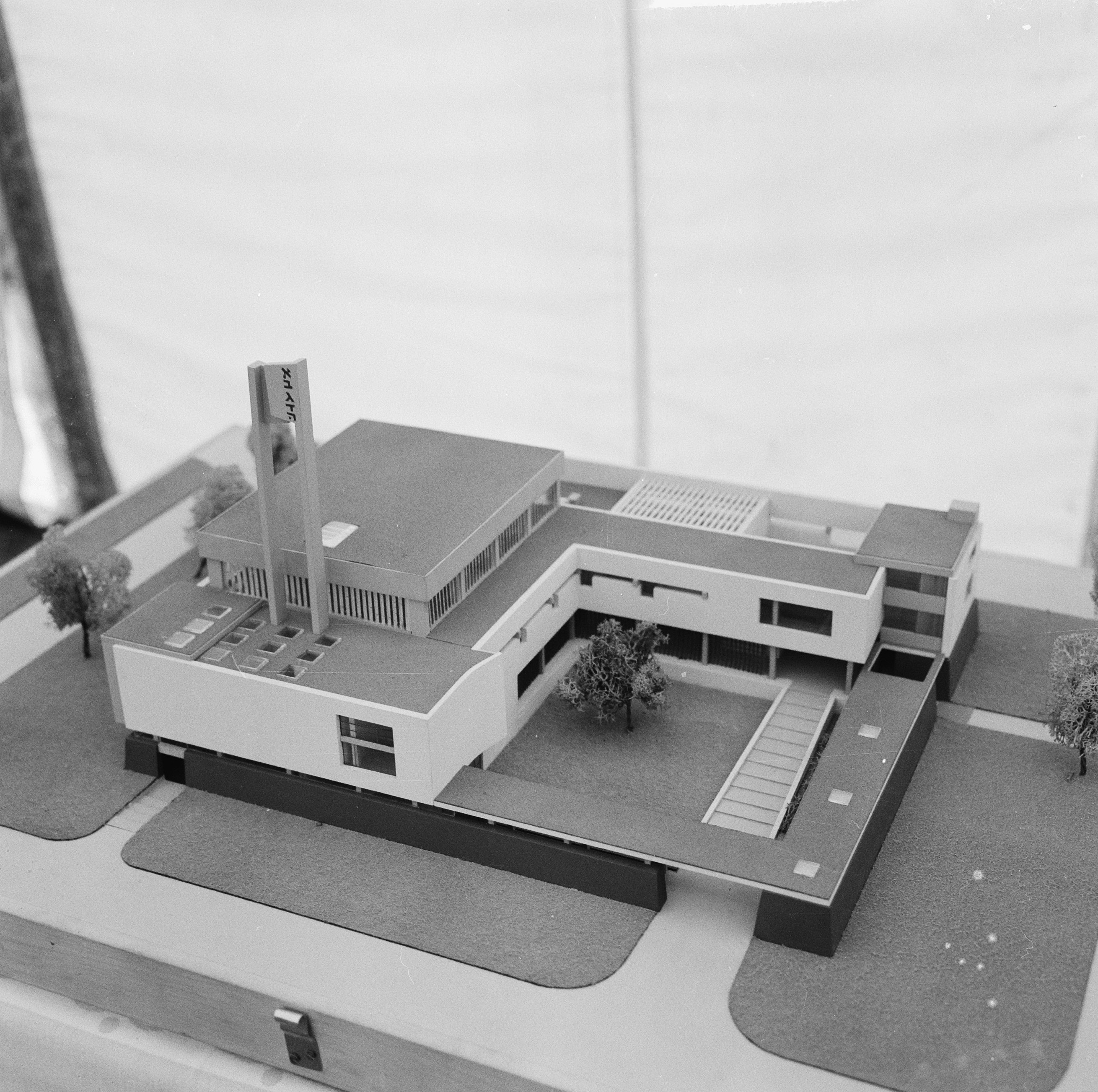
Maquette van de in 2008 gesloopte synagoge aan de Graafschapstraat in Amsterdam

Waterman was werkzaam als architect in zijn eigen bureau tussen 1946 en 1982. Zijn ontwerpstijl is te vatten onder de nieuwe zakelijkheid. Veel van zijn werk was nauw verbonden met de Joodse gemeenschap in Amsterdam.
Hij ontwierp onder andere woningen, een paviljoen voor patïënten met hemofilie in Huizen, hij ontwierp verbouwingen van de Centraal Israëlitische Ziekenverpleging in Amsterdam, het Sinaï Centrum te Amersfoort, verpleeghuis Bornholm in Hoofddorp en een joods kinderhuis aan de President Kennedylaan in Amsterdam.
Daarnaast ontwierp hij in 1962 het monument voor de Holocaust in de Hollandse Schouwburg aan de Plantage Middenlaan. Op de locatie van de voormalige zaal werd een binnenhof gemaakt, met daarin een obelisk op een voetstuk in de vorm van een davidster.
Ook ontwierp hij het gebouw voor het conservatorium in Den Haag. Hij kreeg deze opdracht vanwege zijn grote kennis van muziek.
Een aantal overige gebouwen:
- 1935 - Valeriusstraat 55, Amsterdam, met gevelerkers[7]
- 1946 - Langeweg 42, Venray. Woningwetwoningen, inmiddels gemeentelijk monument[8]
- 1953 - Verbouwingsplannen voor het Arsenaal[3]
- 1949 - Fizeaustraat 5-25, samen met Alexander Bodon[2]
- 1964 - Hemofiliekliniek te Bussum (Van Creveldkliniek)
- 1964 - Synagoge Liberaal Joodse Gemeente, Graafschapstraat/J. Soetendorpstraat 8 (Rivierenbuurt) (afgebroken). Dit was een complex in blokvorm en had twee gewapend betonnen pylonen met daaraan de Stenen Tafelen.[9]
- 1965 - Joods Kindertehuis aan de De Mirandalaan 46 (afgebroken)[10]